# Remenafulles barrat
El remenafulles barrat (Chamaeza mollissima) és una espècie d'ocell de la família dels formicàrids (Formicariidae) que habita el terra de la selva pluvial, localment als Andes de Colòmbia, est de l'Equador, el Perú i oest de Bolívia.